# Duplaspidiotus tesseratus
Duplaspidiotus tesseratus är en insektsart som först beskrevs av Grandpré och Charmoy 1899.  Duplaspidiotus tesseratus ingår i släktet Duplaspidiotus och familjen pansarsköldlöss. Inga underarter finns listade i Catalogue of Life.